# Isla Limacos
La isla de Limacos o isla de Caracoles, conocida en español en el siglo XVI como Risgol y en francés como isla de Rashgún (Île de Rachgoun), es un islote en el mar argelino situado cerca de la costa norteafricana. Tiene una superficie de unas 66 ha y está deshabitada. Algunos expertos consideran que está bajo soberanía española. Se encuentra situada frente a la desembocadura del río Tafna, donde se halla la localidad de Rashgún. Está aproximadamente a medio camino entre Orán y la frontera entre Argelia y Marruecos. Fue descrita literariamente, junto a otros islotes del litoral magrebí, por el escritor Pedro Mata como «uno de esos monstruos marinos puestos de centinela que desfloran en varios puntos la superficie del mar» en su obra de 1856 Los moros del Rif o el presidiario de las Alhucemas.

## Descripción

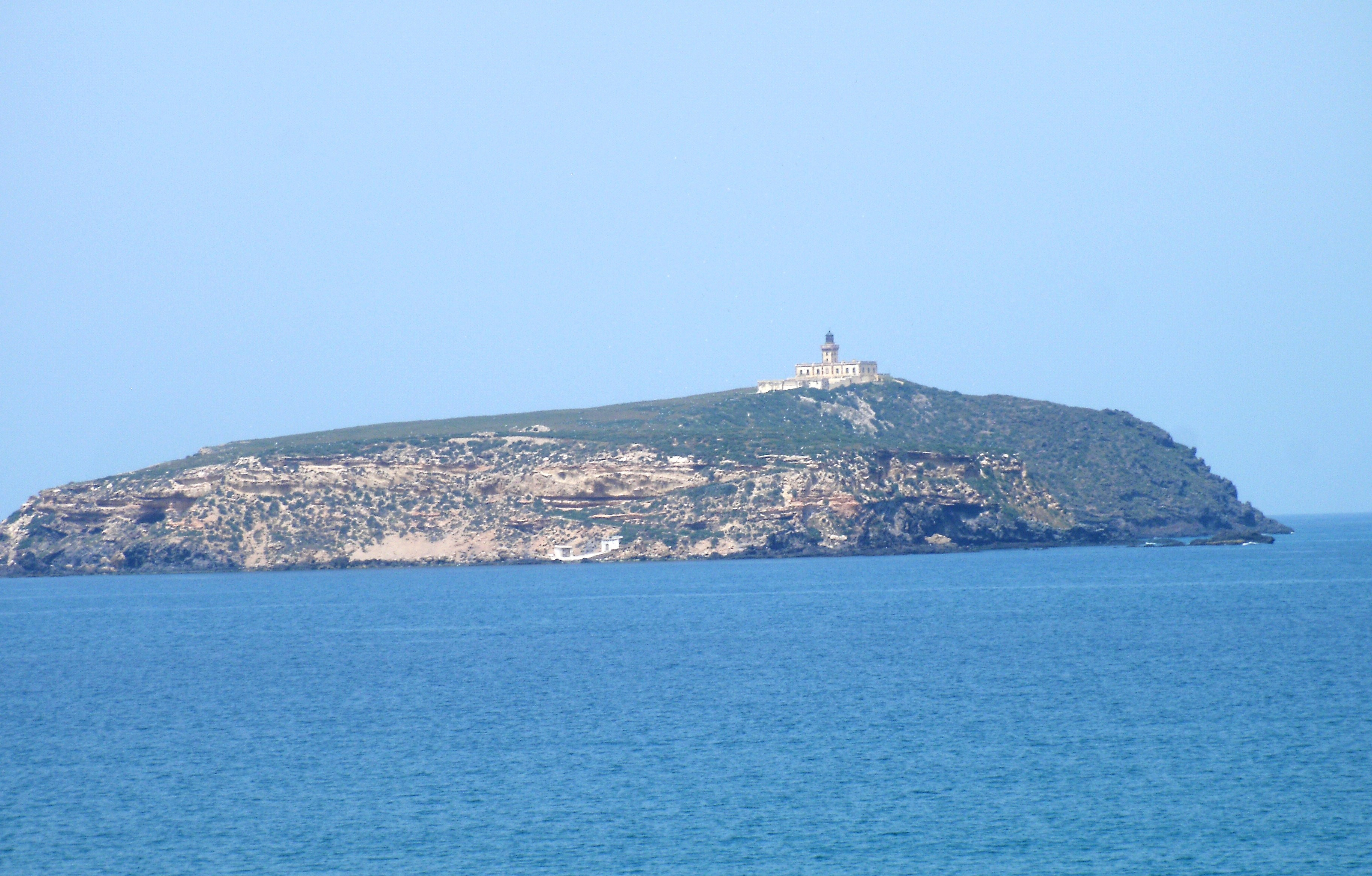
Vista de la isla

La isla de Limacos o Rachgoun se encuentra a cuatro kilómetros de la costa africana, frente a la desembocadura del río Tafna, la cual forma una bahía limitada por el cabo Acra al este y el cabo Bocchus al oeste. La isla es de origen volcánico, y está compuesta de rocas basálticas y areniscas pliocénicas en el sur.
Tiene clima semiárido típicamente mediterráneo, con alternancia entre una estación lluviosa en invierno y una estación seca en verano. La escasez de lluvias (300-500 mm/año) es la consecuencia de un efecto "de sombra" originado por las montañas marroquíes del Atlas y del Rif al oeste y los sistema macizos del sudeste español al noroeste, que impiden el paso de los vientos y las formaciones nubosas de las borrascas del Atlántico.
Existe un faro en el extremo norte construido por los franceses en 1870.

## Flora y fauna
Actualmente, la isla de Limacos o Rachgoun está deshabitada y libre de presiones antropogénicas directas. Está situada en la principal ruta de migración de aves de la parte occidental de la costa argelina. Es una zona de refugio y anidación de algunas especies de aves que migran entre Eurasia y África, como la gaviota de Audouin (Ichthyaetus audouinii) o el halcón de Eleonor (Falco eleonorae). También es uno de los lugares del Mediterráneo en los que aún se encuentra la foca monje. Desde 2011 está considerada como uno de los Sitios Ramsar en Argelia.

## Historia
Ha sido mencionada como un posible lugar de asentamiento permanente fenicio a pesar de su pequeño tamaño y de no contar con aparentes recursos para la subsistencia.
En el año 931, la isla se convirtió en el refugio y plaza fuerte del idrisí al-Hasan ben Abi-l-Ays. La flota omeya del recién proclamado califa de al-Ándalus Abderramán III fue enviada —principalmente desde el puerto de Pechina— por este a hostigar al idrisí y cercar la isla. Sin embargo, esta flota no pudo continuar con las operaciones de acoso a la isla y tuvo que regresar a puerto andalusí en el otoño de 932.
Aparece descrita en Derrotero de las costas de España en el Mediterráneo: y su correspondiente de África para inteligencia y uso de las cartas esféricas, de Vicente Tofiño de San Miguel, director de las compañías de guardia marinas, publicada en 1787:

Al N. 50° E. 3 ½ millas de este Cabo está la Isla de Limacos ó de Caracoles, de mediana altura, tendida de NS. una milla de largo y distante de tierra ⅔ de la misma distancia. Los barcos pequeños que van á cargar á Tremecen dan fondo al S. de la Isla, aunque hace poco abrigo, amarrándose con Cabo á ella, y ancla fuera por 12 ú 14 brazas fondo duro y algo sucio, procedido de la mucha consistencia del fondo que se queda con las anclas, faltando las amarras y orinques al tiempo de zarparlas.

A la parte del SE. de la Isla está el rio de Tremecen con poca agua: entre la Isla y el rio está un Islote de la altura del casco de un Navío tendido de E O. la distancia de un cable. Entre él y la Costa, que habrá duplicada distancia, pueden fondear Galeotas con buen tiempo. En el rio se carga trigo, cera, cueros y lana. Dos cables de distancia á la parte del E. de la boca está un Monte alto y escarpado con una Torre, de cuya orilla sale hacia el N. un arrecife la distancia de 2 cables, por lo qual se hace preciso quando se viene de levante atracar la Isla de Caracoles.
Tofiño de San Miguel, 1787

Limacos está situada a un centenar de kilómetros al oeste de las antiguos dominios españoles de Orán y Mazalquivir —vendidos a los otomanos en 1791 por el rey Carlos IV— y existen menciones a que pudo ser también una posesión de España en el pasado, pero que fue abandonada por esta en algún momento entre los siglos XVIII y XIX.
La isla fue ocupada en octubre de 1835 por el ejército francés, en el contexto de su lucha contra Abd al-Qádir, opuesto a la penetración francesa en Argelia, con el objetivo de servir como punto de vigilancia de la costa así como de entorpecer el suministro de armas y munición a los rebeldes antifranceses. Limacos ha sido mencionada también como un posible caladero frecuente de barcos de pesca españoles a lo largo del siglo XVIII y a comienzos del XX, provenientes principalmente estos últimos de Tarifa, Málaga y Altea.
A pesar de que la isla fue abandonada, hay reclamos de soberanía española hasta el siglo XX, cuando fue reconocida como "española" en la Conferencia de Algeciras de 1906, además de haber aparecido en cartas y documentos españoles durante los siglos XIX y XX. Sin embargo actualmente, la isla se encuentra bajo soberanía argelina y los reclamos y menciones de "españolidad" de la isla en documentos oficiales simplemente fueron desapareciendo durante el siglo XX.